# Piada visual

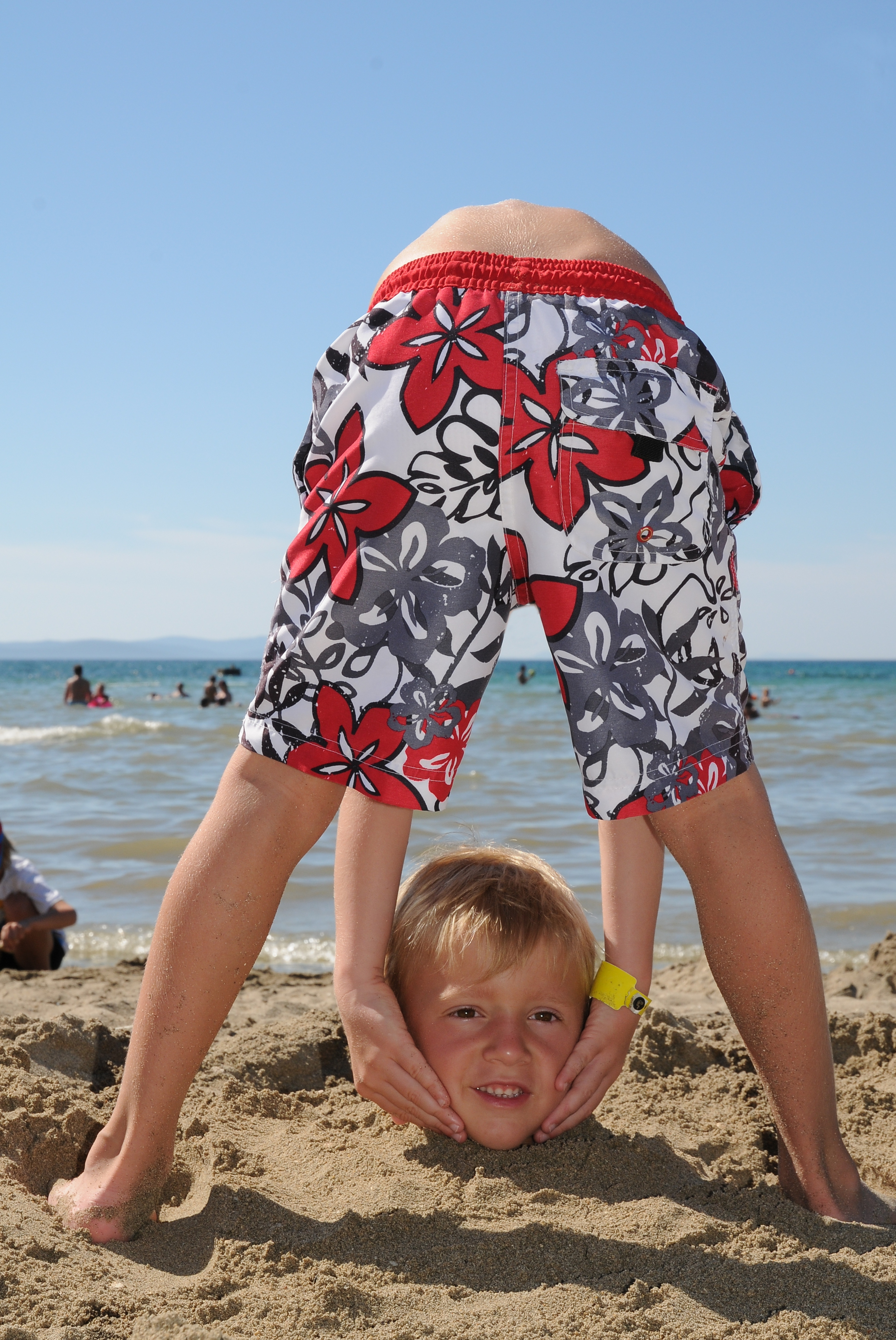
Dois meninos na praia; um está enterrado na areia e o outro está inclinado para frente enquanto segura a cabeça do outro. À primeira vista, parece que há apenas um menino que está segurando a própria cabeça. Esta imagem transmite uma piada sem o uso de palavras.

Na comédia, uma piada visual (do inglês, visual gag) é qualquer coisa que transmita seu humor visualmente, muitas vezes sem o uso de palavras. A piada pode envolver uma impossibilidade física ou uma ocorrência inesperada. O humor é causado por interpretações alternativas dos acontecimentos. Piadas visuais são usadas em mágica, peças de teatro e em atuação na televisão ou em filmes.

## Tipos
O tipo mais comum de piada visual é baseada em múltiplas interpretações de uma série de eventos. Este tipo é usado no filme de Alfred Hitchcock de 1935 The 39 Steps. O ator principal Robert Donat estava sequestrando a atriz Madeleine Carroll e eles foram algemados. Quando se hospedaram em uma pousada, o estalajadeiro assumiu que eles eram apaixonados por causa das algemas. O filme fez uso de um diálogo que poderia ser interpretados das duas maneiras.
Outra piada visual é uma imagem trocada, muitas vezes no início de um filme. Uma visão subsequente da cena mostra algo não visto antes. O movimento trocado pode ser a piada, como Charlie Chaplin em The Pawnshop. Chaplin briga com seu colega de trabalho e dá um soco nele uma vez. Seu chefe entra no meio do soco e Chaplin muda o movimento para agir como se estivesse caindo de joelhos para esfregar o chão.
Noel Carroll estabeleceu a taxonomia mais influente das piadas visuais,[carece de fontes?] dividindo as variedades em seis tipos, dois dos quais são enumerados abaixo:
- interferência mútua: o público está totalmente ciente da situação na tela, mas um personagem comicamente não entende;
- metáfora imitada: uma variedade de comparação em que um objeto pode ser tratado como se fosse um objeto diferente ou ser usado de uma forma não convencional, como agir como se uma rosquinha fosse uma barra ou usando uma tuba como um porta guarda-chuva.[5]